# Synaptus
Synaptus là một chi bọ cánh cứng trong họ 
Elateridae.
Chi này được miêu tả khoa học năm 1829 bởi Eschscholtz.

## Các loài
Các loài trong chi này gồm:
- Synaptus difficilis (Fleutiaux, 1902)
- Synaptus filiformis (Fabricius, 1781)

## Hình ảnh

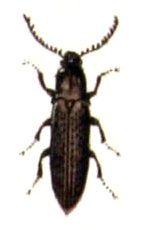